# Garcinia bonii
Garcinia bonii là một loài thực vật có hoa trong họ Bứa. Loài này được Pit. mô tả khoa học đầu tiên năm 1910.